# Samanu (gastronomia)
Il samanu (in persiano سمنو‎, samanu; in azero səməni halvası; in persiano سمنک‎, samanak); in kazako сүмелек?, súmelek; in tagico суманак?, sumanak; in uzbeco сумалак?, sumalak; in kirghiso сүмөлөк?, sümölök) è un pudding a base di grano germogliato tipicamente preparato in occasione della festa del Nawrūz, l'antico capodanno zoroastriano.
Durante questa festa, il samanu fa parte dei sette piatti che compongono l'haft sin (lett. "sette S"), una tavola imbandita con sette pietanze il cui nome inizia con la lettera "s" nelle lingue iraniche. Esso è simbolo di fertilità in quanto rappresenta il grembo di una donna incinta, in particolare quello di Fatima, la figlia di Maometto. Per questa ragione, alcuni ritengono che mangiare questo piatto porti alla liberazione dei peccati.

## Preparazione
La preparazione del samanu risulta lunga e laboriosa. Il processo dura tre giorni e la cottura oltre 20 ore. Dopo aver lavato il grano in acqua fredda, lo si lascia per tre giorni in ammollo in un piatto non ossidabile, per poi farlo germogliare sotto la luce indiretta del sole. Una volta raccolti i germogli, essi vengono sciacquati e privati del loro succo, che viene fatto bollire a fuoco lento per circa 22-24 ore. Per far sì che il composto non si bruci, esso viene costantemente mescolato. Una volta pronto, il samanu acquisisce un colore marrone e una consistenza densa.
In persiano, l'evento della preparazione del samanu è chiamato mela. Esso è un momento aggregante per le famiglie e per i vicini ed è riservato alle sole donne. Attorno al calderone si raccontano storie, si danza e si canta. Nella pentola vengono inserite sette pietre benedette. Numerose sono le tradizioni e le credenze associate alla fertilità, all'amicizia e alla tolleranza.
Il samanu viene offerto tradizionalmente prima alle donne senza figli, le quali poi condividono il pasto con le altre donne. Un'altra tradizione è quella di creare degli orecchini con l'erba del grano. Le giovani spose portano dei bambini maschi sul grembo in modo da aumentare la loro fertilità, mentre le nubili piantano nuovi alberi assieme alle donne più anziane e pregano le sette stelle affinché abbiano successo nella vita familiare.